# Шипка (улица в София)
„Шипка“ е централна улица в София, на която са разположени множество културни и други обекти в столицата.
Простира се от бул. „Евлоги Георгиев“ при входа на Военната академия „Г. С. Раковски“ до ул. „Париж“ при Храм-паметник Свети Александър Невски и Народното събрание в същинския център на София.
Улица „Шипка“ получава името си през 1883 г. от едноименния връх в Стара планина и провелите се там боеве между българските опълченци и османската армия по време на Руско-турската война.

## Обекти
Северна страна
- Свети синод на Българската православна църква (ъгъла с ул. „Оборище“ №4)
- Национална художествена академия (№1)

Сградата е построена през 1907 година по проект на архитект Александър Н. Смирнов
- Национална библиотека „Свети Кирил и Методий“ (бул. „Васил Левски“ №88)
- Докторска градина
- Къщата на Иван Наумов Прешленков  (№3, на ъгъла с ул. „Сан Стефано“), построена по проект на арх. Никола Юруков през 1911 г.
- Домът на проф. Иван Шишманов (№11)
- Домът на Иванка Ботева и сина ѝ Кирил Ботев (№23), построен по проект на арх. Георги Фингов и арх. Кирил Маричков.[1]
- Посолство на Швейцария (№31)

Южна страна
- Италианско посолство (ул. „Шипка“ №2)
- Австрийско посолство (ул. „Шипка“ №4)
- Народно събрание (пл. „Народно събрание“ №2)
- Софийски университет „Свети Климент Охридски“ (бул. „Цар Освободител“ №15)
- Галерия „Шипка 6“, основна галерия на Съюза на българските художници (№6)
- Къщата на Иван Георгов на №14 – унищожена за построяването на хотел „Кристъл Палас“, само елементи от фасадата напомнят за нея.[2]
- Руски културно-информационен център (№34)
- Къща на арх. Георги Фингов (построена 1907 г.), впоследствие (от 1913 г.) на Петко Теодоров – кмет на София (№38). Арх. Фингов сам проектира къщата в стил сецесион, включително интериора и мебелите ѝ.[1]

- Училище „Васил Априлов“ – едно от най-старите училища в София с открояваща се красива сграда и стилна ограда от ковано желязо (№40)
- Къща на Смедовски (№44)
- Къщата на Васил Чекаларов (№50), с паметна плоча на кооперацията №52

Некатегоризирани
- Домът на Любомир Милетич, български филолог